# 卡伊拉·奥兹代米尔
卡伊拉·奥兹代米尔（土耳其語：Kayra Ozdemir，1988年2月13日—），旧姓萨伊特（Sayit），出生名凯蒂·马泰（法語：Ketty Mathé），法国、土耳其女子柔道运动员，2018年世界柔道锦标赛女子78公斤以上级铜牌得主、2019年世界柔道锦标赛女子78公斤以上级铜牌得主、2024年世界柔道锦标赛女子78公斤以上级银牌得主。